# Ryszard Czarnecki
Ryszard Henryk Czarnecki, född 25 januari 1963 i London, är en polsk politiker. Han är ledamot av Europaparlamentet sedan 2004. Han hörde först till grupplösa i Europaparlamentet och anslöt sig 2006 till nationalkonservativa Gruppen Unionen för nationernas Europa. År 2008 bytte Czarnecki parti från Samoobrona till Lag och rättvisa. År 2009 anslöt han sig till Gruppen Europeiska konservativa och reformister i Europaparlamentet.
Czarnecki var under två år journalist i London och arbetade under ett år som journalist i Polen. Under en period på 1990-talet arbetade han även på det polska TV-företaget Polsat. Han var från 1991-1993 talesman för partiet Kristnationella unionen (ofta förkortad ZChN). Han var efter det både vice ordförande och ordförande för partiet.
Han var ledamot av sejmen från 1991 till 2001 och var vice ordförande för utskottet för kultur och medier, ordförande för utskottet för kontakter med utlandspolacker och vice ordförande för utskottet för EU-frågor.
En förklaring till vacklandet i val av gruppering i början av mandatperioden 2004–2009 hade med Samoobronas linje att göra. Partiets ledamöter var valda att företräda en linje som kombinerar moralkonservatism och motstånd mot globalisering med en vänsterpolitik i ekonomiska frågor.

Czarnecki à Bucarest med George Simion och Petrișor Peiu, 4 maj 2025

Numera är Czarnecki ordförande för delegationen till den parlamentariska samarbetskommittén EU-Ryssland och vice ordförande för utskottet för framställningar. Han är dessutom ledamot i delegationsordförandekonferensen, utskottet för utveckling, budgetkontrollutskottet, underutskottet för mänskliga rättigheter, delegationen för förbindelserna med Arabiska halvön samt delegationen till de parlamentariska samarbetskommittéerna EU–Kazakstan, EU–Kirgizistan, EU–Uzbekistan och EU–Tadzjikistan samt förbindelserna med Turkmenistan och Mongoliet. Han är även suppleant i delegationen till den gemensamma parlamentariska församlingen Osaks–EU och delegationen till den parlamentariska församlingen Afrika–EU.